# 2002年冬季残疾人奥林匹克运动会南非代表团
2002年冬季残疾人奥林匹克运动会南非代表团是南非派出的2002年冬季残疾人奥林匹克运动会代表团。未获得奖牌。